# Stein (Hechingen)
Stein ist ein Stadtteil von Hechingen im Zollernalbkreis in Baden-Württemberg (Deutschland).

## Geographie
Stein liegt etwa vier Kilometer nordwestlich der Hechinger Kernstadt am rechten Ufer der Starzel. Angrenzende Orte sind die Gemeinde Rangendingen im Westen und der Hechinger Stadtteil Bechtoldsweiler. Anteile der Naturschutzgebiete Winterhalde im Nordosten und Lauchhalde im Osten liegen auf der Gemarkung von Stein.

### Ausdehnung
Die Gemarkungsfläche des Ortes beträgt 386 Hektar.

## Geschichte
In der Nähe des Ortes gab es wahrscheinlich schon in der Jungsteinzeit erste Besiedlungen, wie Funde darlegen. Es wird vermutet, dass Stein zur Zeit der Römer gegründet wurde. Die erste urkundliche Erwähnung Steins im Jahr 1252 stammt aus den Kirchenbüchern der Pfarrei. Im 14. Jahrhundert war Stein im Besitz der Walger von Bisingen. Später ging die Herrschaft an die Herren von Ow zu Bodelshausen über. Diese verkauften den Ort um 1446/1453 an Württemberg. Die Besitzfolge wechselte 1472 an die Grafen von Zollern. Die Orte Bechtoldsweiler und Sickingen waren vom 14. bis zum 16. Jahrhundert dem Amt Stein zugeordnet.
Im Jahr 1971 entdeckte der damalige Ortsvorsteher Gerd Schollian nordwestlich des Ortes eine römische Gutsanlage. Archäologen legten die zwischen dem 1. und 3. Jahrhundert nach Christus entstandene Portikusvilla (Villa rustica) frei.
In der näheren Umgebung des römischen Gutshofes finden sich auch Spuren mittelalterlicher Siedlungen zwischen dem 12. und 15. Jahrhundert. Südlich des Ortes fand man Überreste einer frühmittelalterlichen Burg, die zwischen dem 10. und 14. Jahrhundert vermutlich Sitz des Ortsadels war.
Mit der Gebietsreform in Baden-Württemberg wurde Stein am 1. April 1972 in die Stadt Hechingen eingegliedert.

## Museen

Hauptgebäude der rekonstruierten Villa rustica

Die in Stein 1971 vom damaligen Bürgermeister Gerd Schollian entdeckte römische Villa rustica wurde ab 1978 ausgegraben, zwischen 1985 und 1991 rekonstruiert und ab dann zu einem Freilichtmuseum ausgebaut. Sie kann heute im Römischen Freilichtmuseum Hechingen-Stein besichtigt werden. In den letzten Jahren wurde die Anlage aufgrund neuer Ausgrabungen erweitert.